# Губи-Опорово
Губи-Опорово (пол. Huby-Oporowo) — село в Польщі, у гміні Вронки Шамотульського повіту Великопольського воєводства.
У 1975-1998 роках село належало до Пільського воєводства.